# George, Công tước xứ Cambridge
Vương tử George, Công tước xứ Cambridge (26 tháng 3 năm 1819 – 17 tháng 3 năm 1904), là một thành viên của hoàng gia Anh, cháu trai của Vua George III và em họ của Nữ vương Victoria. Ông là con trai của Vương tử Adolphus, Công tước xứ Cambridge và Auguste xứ Hessen-Kassel. Là một sĩ quan quân đội chuyên nghiệp, ông giữ chức vụ Tổng tư lệnh Lục quân Anh từ năm 1856 đến 1895, thời gian đảm nhiệm dài nhất trong lịch sử chức vụ này. Ông được phong làm Công tước xứ Cambridge vào năm 1850 và được trao hàm Thống chế vào năm 1862.
Ông là người trung thành tuyệt đối với mô hình “Quân đội cũ”, và trong suốt sự nghiệp, ông thường phối hợp với Nữ vương Victoria để phản đối hoặc làm suy yếu các nỗ lực cải tổ quân đội, bao gồm cả việc thành lập Bộ Tổng Tham mưu.
Tuy nhiên, chính sự bảo thủ ấy đã khiến quân đội dưới quyền ông lộ rõ những yếu kém trong khâu tổ chức – đặc biệt là trong giai đoạn đầu của Chiến tranh Boer thứ hai, khi hệ thống chỉ huy và vận hành quân sự bộc lộ nhiều lỗ hổng nghiêm trọng.

## Cuộc sống ban đầu
Vương tử George chào đời tại Nhà Cambridge, Hannover vào ngày 26 tháng 3 năm 1819. Ông là con trai duy nhất của Vương tử Adolphus, Công tước xứ Cambridge, con trai thứ bảy của Vua George III và Vương hậu Charlotte và Augusta, Công tước phu nhân xứ Cambridge (nhũ danh Auguste xứ Hessen-Kassel).
Lễ rửa tội của ông được cử hành tại Nhà Cambridge vào ngày 11 tháng 5 năm 1819 bởi Mục sư John Sanford, tuyên úy riêng của thân phụ ông. Các cha mẹ đỡ đầu của ông gồm: Thái tử Nhiếp chính (được đại diện bởi Công tước xứ Clarence và St Andrews), Công tước xứ Clarence và St Andrews (được đại diện bởi Bá tước Mayo thứ tư), Thái hậu xứ Württemberg (được đại diện bởi Bá tước phu nhân Mayo).
Sau khi cha ông qua đời năm 1850, ông được nhận một niên bổng trị giá 12.000 bảng mỗi năm từ Quỹ Dân sự của chính phủ Anh.

## Sự nghiệp quân sự
Vương tử George xứ Cambridge được giáo dục tại Hannover, và từ năm 1830, ông tiếp tục học tại Anh dưới sự hướng dẫn của Mục sư J. R. Wood, một giáo sĩ thuộc Nhà thờ chính tòa Worcester. Theo bước thân phụ mình, ông lựa chọn con đường quân sự. Ban đầu, ông gia nhập Quân đội Hannover với cấp bậc đại tá, sau đó, vào ngày 3 tháng 11 năm 1837, ông được phong hàm đại tá danh dự (brevet colonel) trong Quân đội Anh. Từ tháng 10 năm 1838 đến tháng 4 năm 1839, ông được điều động làm sĩ quan tham mưu tại Gibraltar. Sau đó, ông phục vụ tại Ireland cùng với Trung đoàn Kỵ binh 12 Hoàng gia. Ngày 15 tháng 4 năm 1842, ông được bổ nhiệm làm trung tá chính thức của Trung đoàn Kỵ binh nhẹ số 8, và chỉ mười ngày sau vào ngày 25 tháng 4, ông trở thành đại tá của Trung đoàn Kỵ binh 17.
Từ năm 1843 đến 1845, ông phục vụ với cấp bậc đại tá tham mưu tại Quần đảo Ionia (thuộc sự bảo hộ của Anh lúc bấy giờ). Sau đó, ông được thăng hàm thiếu tướng vào ngày 7 tháng 5 năm 1845. Sau khi phụ thân qua đời, vào ngày 8 tháng 7 năm 1850, ông kế vị các tước vị như Công tước xứ Cambridge, Bá tước xứ Tipperary, Nam tước xứ Culloden

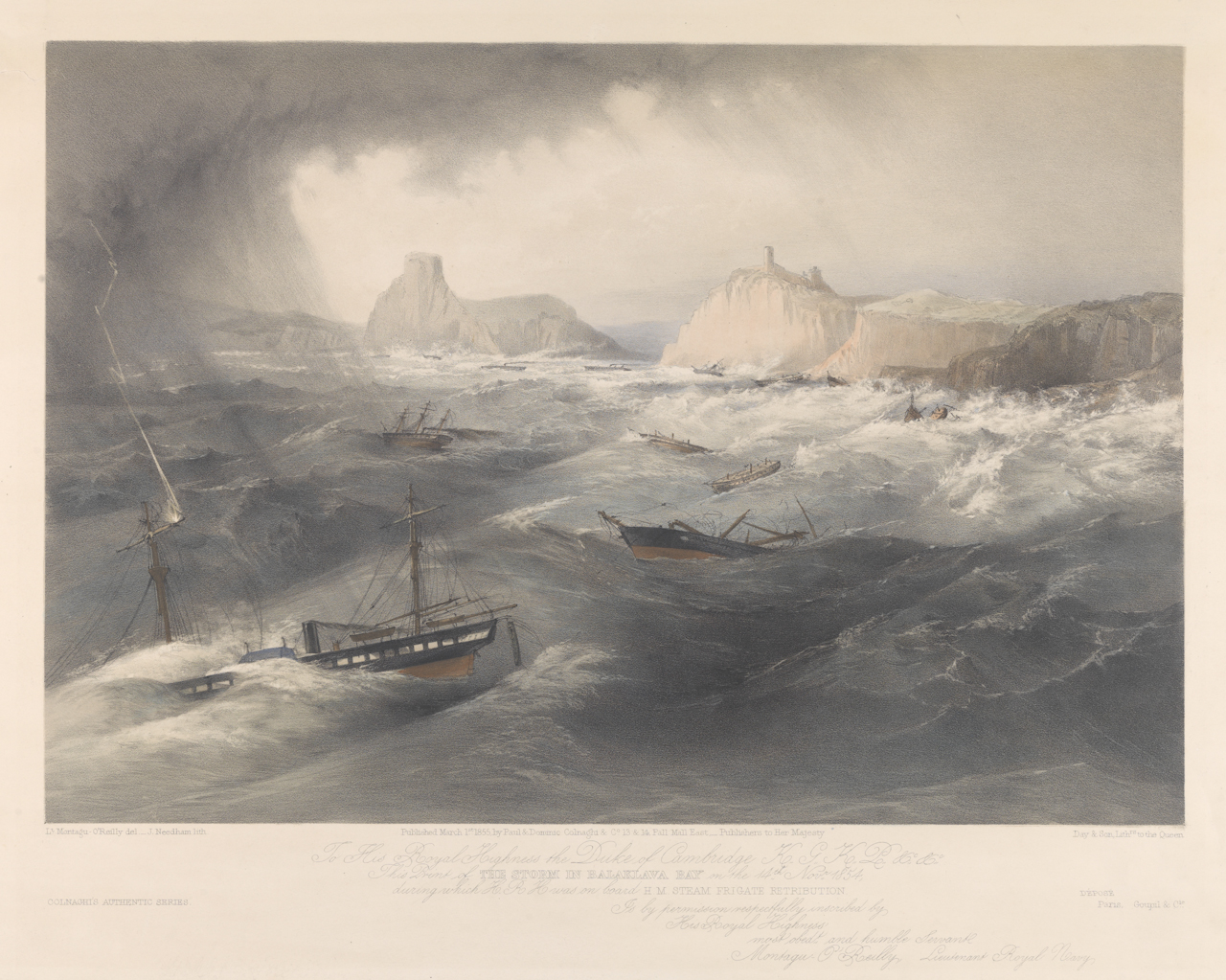
Cơn bão tại Vịnh Balaklava vào ngày 14 tháng 11 năm 1854, trong lúc Hoàng tử Hoàng gia (HRH) đang có mặt trên tàu chiến chạy hơi nước HMS Retribution.

Công tước xứ Cambridge được bổ nhiệm làm Thanh tra Kỵ binh vào năm 1852. Vào tháng 2 năm 1854, trong giai đoạn đầu của Chiến tranh Crimea (1853–1856), ông được giao quyền chỉ huy Sư đoàn số 1 (gồm Lữ đoàn Cận vệ và Quân đoàn Cao nguyên) của Quân đội Anh tại mặt trận phía Đông. Ngày 19 tháng 6 năm 1854, ông được thăng quân hàm Trung tướng.

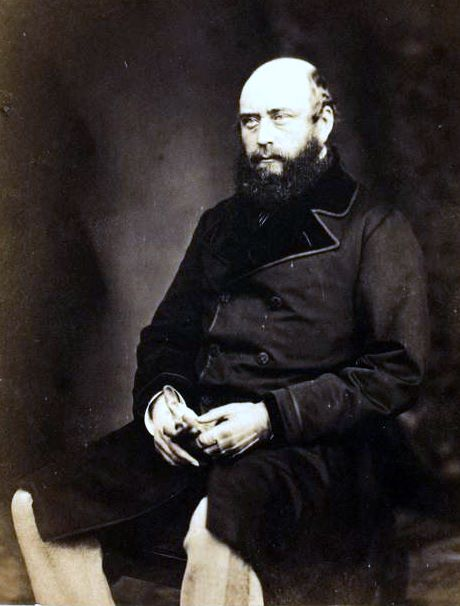
Bức ảnh Collodion của Vương tử George, năm 1855 do Roger Fenton chụp.

Vương tử George đã tham gia các trận đánh quan trọng trong Chiến tranh Crimea, bao gồm Trận Alma (tháng 9 năm 1854), Trận Balaclava (tháng 10 năm 1854), Trận Inkerman (tháng 11 năm 1854) và cuộc Bao vây Sevastopol (1854–1855).